# آناستازیا (آلبوم)
آناستازیا (به انگلیسی: Anastacia) آلبومی از هنرمند اهل ایالات متحده آمریکا آناستازیا است که در ۲۹ مارس ۲۰۰۴ منتشر شد.